# エッケザックス
エッケザックス（独: Eckesachs）は、ドイツの英雄叙事詩に登場する剣。

## 概要
エッケザックスは巨人エッケが、ケルンにいた女王ゼーブルクからベルンのディートリヒを探して連れてきて欲しいという依頼を受けた際に鎧兜と共に与えられた剣で、小人が頑丈に鍛え、数々の戦を無傷のまま戦い抜いたものだった。その柄頭に宝石が散りばめられ、鞘は金で出来ていた。
エッケはディートリヒと出会うと共に来るように言ったが、ディートリヒが断ったため、剣を自慢して、自分を殺せばお前のものになると挑発した。それでもディートリヒは戦うことも、共に行くことも同意しなかったため、エッケはディートリヒに「評判ほどの勇気も武勇も無い臆病者だ」と侮辱する言葉を投げかけ、ついに戦うことになった。
戦いは夜をはさみ二日に渡って続いた。苦戦のすえディートリヒは組討ちでエッケを倒すと、戦いで毀たれた自分の鎧兜や楯を捨て、エッケの鎧兜と楯と共にエッケザックスを自分のものにし、エッケを土に埋めて葬った。